# Phyllophaga favosa
Phyllophaga favosa är en skalbaggsart som beskrevs av Saylor 1941. Phyllophaga favosa ingår i släktet Phyllophaga och familjen Melolonthidae. Inga underarter finns listade i Catalogue of Life.